# Jayuya
Jayuya es un municipio del Estado Libre Asociado de Puerto Rico, situado en la región central montañosa de la isla, al norte de Ponce, al este de Utuado, al oeste de Ciales y al sur de Arecibo. Jayuya está repartido en 11 barrios.

## Historia
En 1533 se inició el primer esfuerzo para convertirla en municipio, por el español Asensio Villanueva. Este expuso que el camino que comunicaba a Caparra (primera capital de Puerto Rico), con San Germán era demasiado largo para los viajeros, quienes necesitaban un lugar donde tomar descanso.
El 19 de diciembre de ese año se expidieron ocho reales cédulas autorizando la fundación de la Villanueva de Otoao y de una parroquia, que se hace llamar posteriormente Hayuya, nombre de un cacique taíno que dominó la región.
Para desgracia de don Asencio, el descubrimiento de Honduras y Perú despertó un gran interés en esas tierras y muchas familias emigraron desde estos lares. Este recibió permiso para criar caballos, estableciendo en Jayuya los potreros del Rey. Los caballos que crio fueron utilizados por Francisco Pizarro en la conquista de las tierras del Perú.
Luego de estos sucesos Jayuya pasó a ser un hato de Utuado. Se establecieron varias familias europeas tras la aprobación de la Real Cédula de Gracias, expedida por el Rey de España en 1815. En 1899, el huracán San Ciriaco destruyó los cimientos de la pequeña economía agrícola que se había desarrollado en el lugar a lo largo del siglo XIX. El 3 de agosto del mismo año Jayuya fue invadida por el ejército estadounidense como parte de la guerra hispano-estadounidense.
Jayuya fue declarado municipio por medio de la Ley 34 del 9 de marzo de 1911.
El 9 de marzo de 1911, mediante la Ley Núm. 34, se funda el Municipio de Jayuya la cual segregaba los barrios Jayuya Abajo, Jayuya Arriba y Mameyes Arriba del Municipio de Utuado. Jayuya tenía para ese entonces una población aproximada de 9297 habitantes.

### Primera carretera
En el 1907, se construyó la primera carretera desde el punto conocido como Alto de la Bandera hasta el pueblo, que vino a ser de gran importancia para el desarrollo comercial. Esta fue una brecha abierta en la montaña por donde penetraron nuevos aires de progreso, civilización y mejor comunicación con el resto del país. 
Don Juan de Jesús López, fue el primer alcalde electo por el pueblo. Don Juan, conocedor de las necesidades del obrero campesino, supo gobernar con el endoso y aprobación de las clases sociales más necesitadas, que ya empezaban a sentir las primeras sacudidas del movimiento socialista.

### El Grito de Jayuya
El 30 de octubre de 1950, el movimiento nacionalista puertorriqueño dirigió el Grito de Jayuya, una insurrección contra el gobierno de Estados Unidos en Puerto Rico en diversas localidades de Puerto Rico, principalmente en el pueblo de Jayuya. Blanca Canales Torresola y sus primos Elio Torresola y Doris Torresola Roura, dirigieron a los nacionalistas armados dentro del pueblo y atacaron la estación de policía. Se produjo una pequeña batalla con la policía y un oficial resultó muerto y otros tres resultaron heridos antes de que el resto se rindiera. Los nacionalistas cortaron las líneas telefónicas y quemaron la oficina de correos. Los nacionalistas se dirigieron hacia la plaza del pueblo donde izaron la bandera de Puerto Rico (estaba prohibido por ley llevar consigo una bandera de Puerto Rico del 1898 al 1952). En la plaza del pueblo, Puerto Rico fue declarado una república independiente por Canales. El pueblo de Jayuya fue tomado por los nacionalistas durante tres días.
El pueblo de Jayuya fue atacado por aire por aviones bombarderos y en tierra con artillería. Aunque parte del pueblo fue destruido, se impidió la difusión de las noticias de esta acción militar fuera de Puerto Rico. Los principales dirigentes del partido nacionalista fueron detenidos, entre ellos Pedro Albizu Campos y Blanca Canales, y sentenciados a largas penas de prisión.

## Geografía

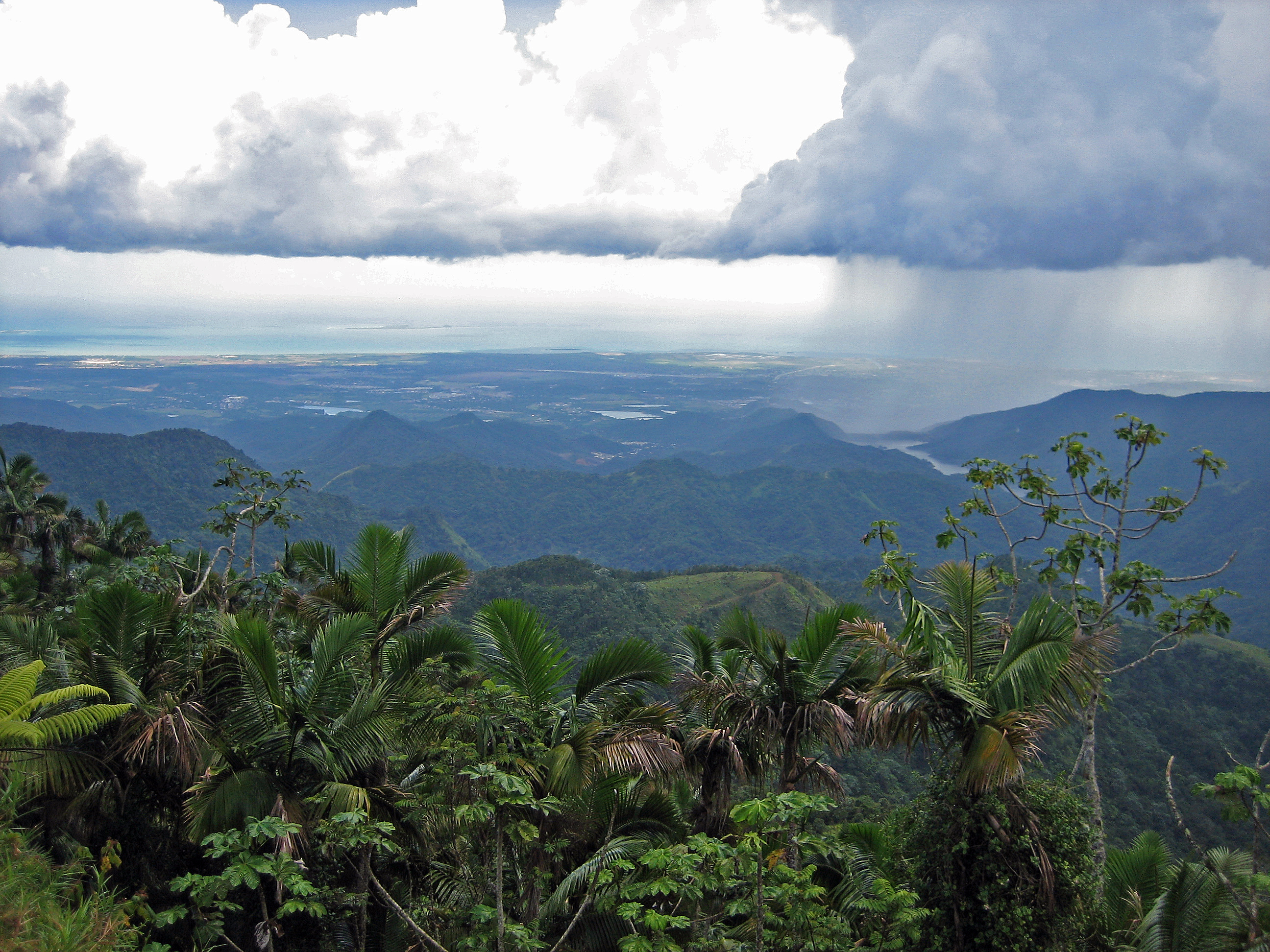
Vista de la costa sur de Puerto Rico desde la carretera PR-143 en Jayuya.

### Localización
Cordillera Central. Región Central Montañosa, entre los pueblos de Utuado, Ponce, Ciales y Arecibo. Los municipios de Juana Díaz y Orocovis también son colindantes con Jayuya pero ambos en una pequeña porción en las montañas más altas de la cordillera. 
La temperatura anual promedio es de 23 °C.

### Topografía
El relieve de este municipio es bastante elevado, esto se debe a que se encuentra en una de las partes más altas de la Cordillera Central. Uno de sus cerros más altos es el cerro Puntas, con una altura de 1338 metros (4369 pies) sobre el nivel del mar.
En Jayuya se encuentran las seis montañas de mayor altitud de la isla. 
Estas son:
- Cerro Puntas, el pico más alto de Puerto Rico
- Cerro Rosa
- Cerro Saliente
- Cerro Piedra Blanca
- Monte Jayuya
- Los Tres Picachos, 1205 metros sobre el nivel del mar

### Hidrografía

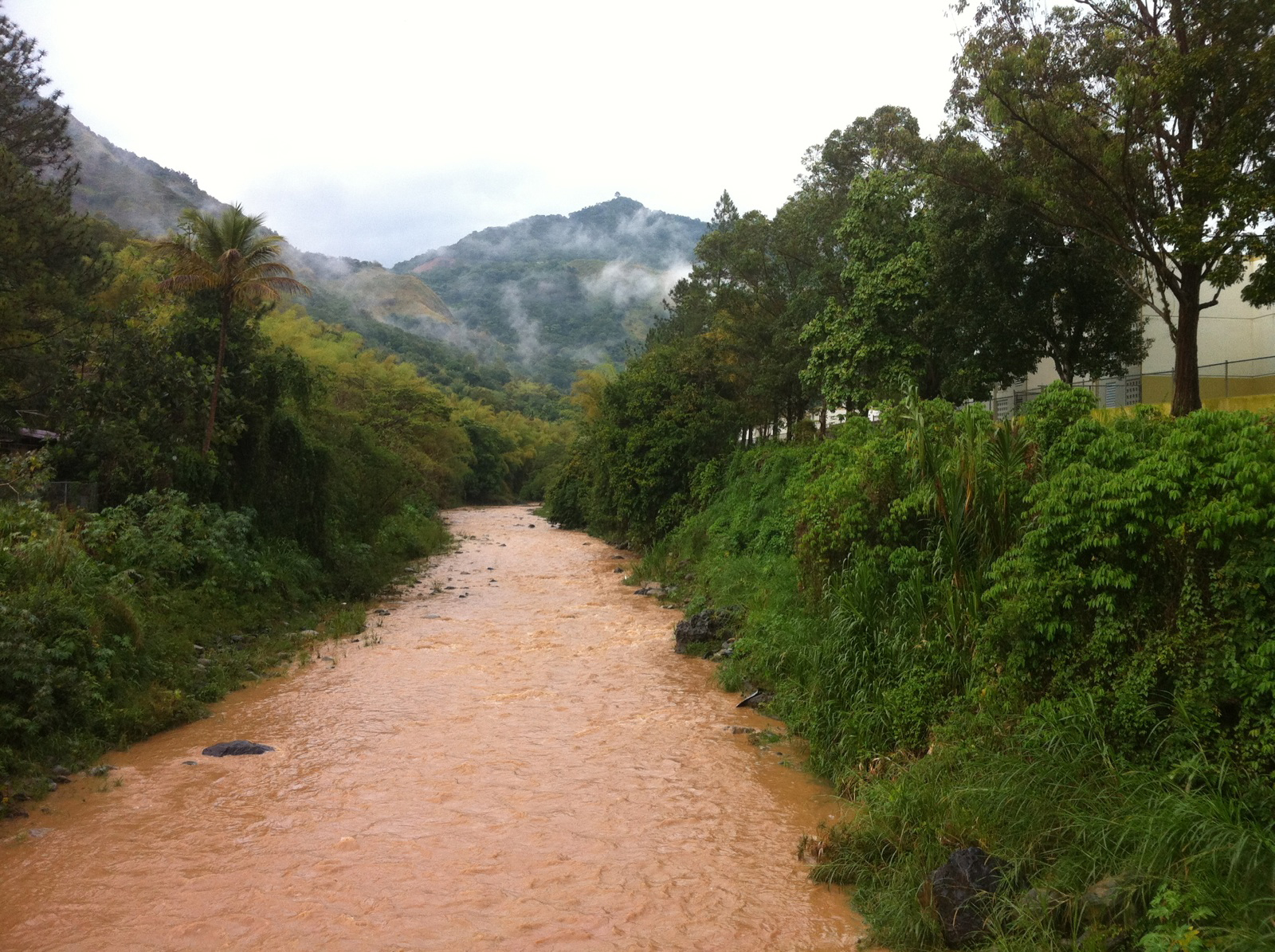
Río Grande de Jayuya a las alturas del pueblo después de un aguacero.

A Jayuya la riega el río Grande de Jayuya y sus afluentes, los ríos Saliente, Salientito, Zamas, Caricaboa, Veguitas y Jauca.

## Economía
Hay una sola planta de manufactura de productos médicos (principal empleador de este municipio), hace de la industria farmacéutica el sector más importante de la economía de Jayuya. Sus principales productos agrícolas son el café y los farináceos (plátanos, guineos, yautías, malangas, yuca. etc). Gracias a la combinación del interés turístico que hay en el café como producto de origen, la industria del café ha sobrevivido a la disminución dramática en otros sectores de la industria agrícola, dando empleos y aromatizando las mesas de los más exigentes paladares alrededor del mundo. Otros productos son: guineos, plátanos, chinas, toronjas y aguacate.

## Turismo

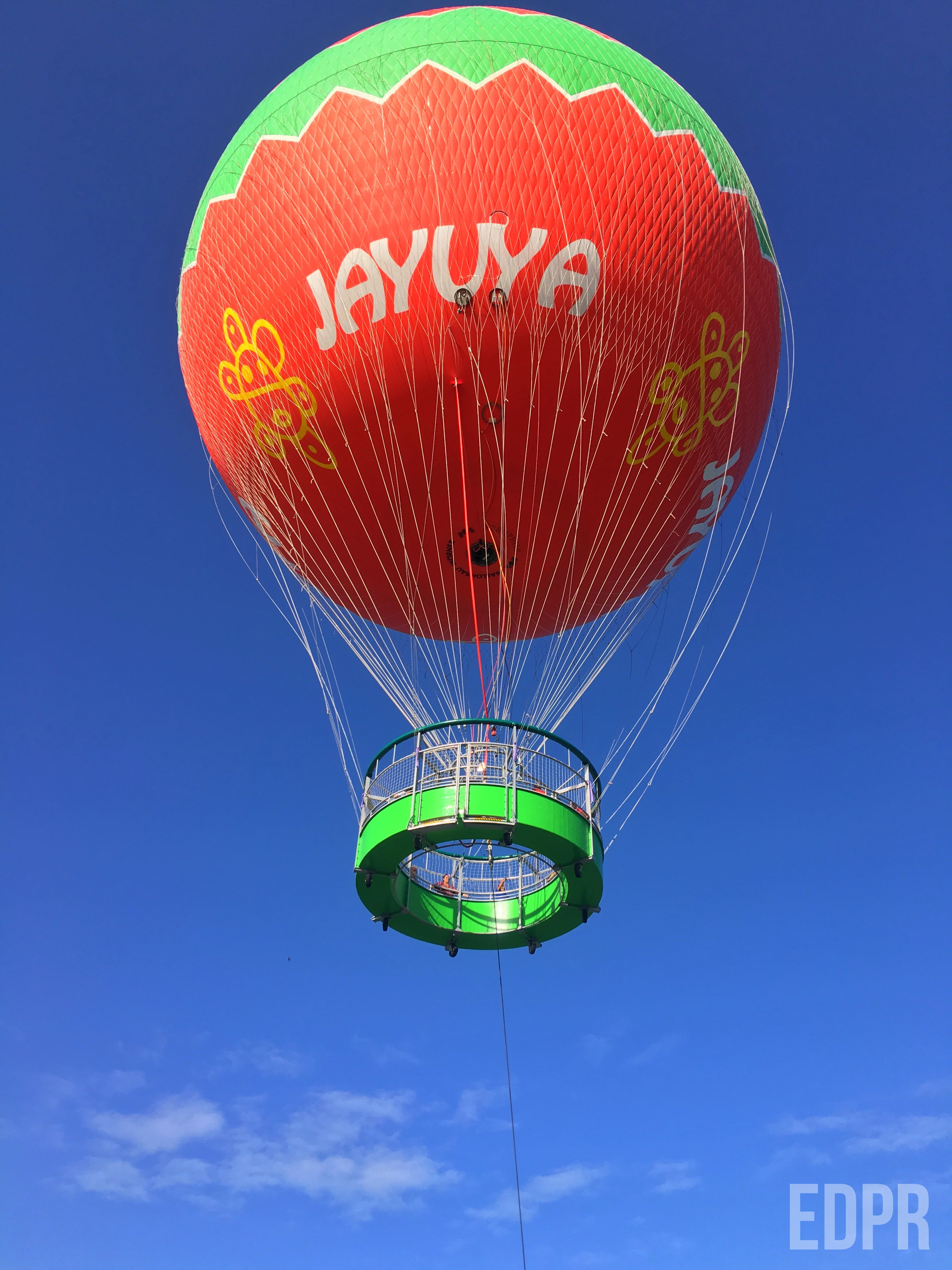
Globo Aerostático de Jayuya

El municipio ofrece varias atracciones turísticas, entre ellas el Globo Aerostático de Jayuya. Adicional a esto, Jayuya cuenta con una Bolera, Parque Familiar que tiene el único cine 5D en Puerto Rico, El Museo El Cemí, La Piedra Escrita, entre otros. 

## Festivales
- Festival del Café
- Festival del Tomate
- Festival Indígena

## Barrios
- Coabey
- Collores
- Jauca
- Jayuya Abajo
- Jayuya barrio-pueblo
- Mameyes Arriba
- Pica
- Río Grande
- Saliente
- Veguitas
- Zamas